# Galeus piperatus
Galeus piperatus és una espècie de peix de la família dels esciliorrínids i de l'ordre dels carcariniformes.

## Morfologia
- Els mascles poden assolir 29 cm de longitud total.[1][2]

## Hàbitat
És un peix marí que viu entre 275-1.326 m de fondària.

## Distribució geogràfica
Es troba al nord del Golf de Califòrnia.